# 울고 싶은 나는 고양이 가면을 쓴다
《울고 싶은 나는 고양이 가면을 쓴다》(일본어: 泣きたい私は猫をかぶる 나키타이 와타시와 네코오 가부루[*])는 2020년 공개된 일본의 애니메이션 영화로, 6월 18일 넷플릭스로 전세계 동시 개봉했다. 약칭은 나키네코(NAKINEKO)라고 한다. 고양이의 모습으로 좋아하는 사람을 만나러 가는 청춘 판타지물이다.
오카다 마리가 각본을 담당했고 사토 준이치와 시바야마 도모타카가 연출했다.
2020년 4월 2일, 신종 코로나 바이러스(COVID-19)의 확산 방지를 위해 발매일을 연기하게 되었다.

## 줄거리
켄토를 좋아하는 미요,하지만 켄토는 미요의 마음을 받아주지 않는다.미요는 축젯날 말하는 고양이에게 고양이 가면을 받았다. 미요는 그 가면을 쓰고 하얀 고양이가 되어 켄토를 찾아간다. 하지만 영원히 고양이가 될 위기에 처한다.

## 등장인물
사사키 미요
성우 - 시다 미라이
아이치현 도코나메시에 거주중인 중학교 2 학년.
종잡을 수 없는 괴짜로 동급생들에게 무게(무한 게이지 수수께끼 인간)라 불린다. 같은반의 히노데 켄토를 좋아하나 고양이로밖에 다가가지 못한다. 점점 본래의 자신과 고양이로서의 자신의 경계가 모호해져간다.
히노데 켄토
성우 - 하나에 나츠키
미요와 같은반.
생각한데로 내뱉지 못하는 솔직하지 못한 성격. 자신의 앞에 등장한 고양이가 사실은 미요인것을 모른다.
후카세 요리코
성우 - 코토부키 미나코
미요의 단짝친구
이사미 마사미치
성우 - 오노 켄쇼
사사키 요지
성우 - 치바 스스무
미즈타니 카오루
성우 - 카와스미 아야코
사이토 미키
성우 - 오오하라 사야카
사카구치 토모야
성우 - 나미카와 다이스케
고양이가게 주인
성우 - 야마데라 코이치
미요에게 고양이 가면을 건네준 사람.
구스노키 선생님
목소리 - 오기 히로아키
미요의 담임.

## 제작진
- 감독 - 사토 준이치, 시바야마 토모타카
- 각본 - 오카다 마리
- 음악 - 쿠보타 미나
- 캐릭터 디자인 - 이케다 유미
- 연출 - 시미즈 유우지
- 작화 감독 - 카토 후미, 요코타 타다시, 나가에 아키히로, 무라야마 마사나오, 야부모토 카즈히코, 이시카와 준, 후지마키 유이치, 우에무라 쥰, 코미네 마사요리, 하시모토 타카노리, 이시다 테나미코, 카토 마유코, 오노다 타카유키, 타자와 유시오
- 미술 감독 - 타케다 유스케, 마시키 타카마사
- 색채 설계 - 다나카 미호
- CG 디렉터 - 사이토 츠카사
- 촬영 감독 - 마츠이 신야
- 편집 - 니시야마 시게루
- 제작 - 스튜디오 콜로리도[1]
- 기획 - 트윈 엔진[4]
- 제작 - 「울고 싶은 나는 고양이를 쓴다」제작위원회(후지 텔레비전, 트윈 엔진, FCC, 도호, 유니버설 뮤직, KDDI, KADOKAWA, BS후지, 덴츠 메이테츠 커뮤니케이션)

## 주제가
- 주제가

『꽃의 망령 (일본어: 花に亡霊)』
작사, 작곡, 편곡 - n-buna / 노래 - 요루시카 ( 유니버설 J )
- 삽입곡

『야행 (일본어: 夜行)』
작사, 작곡, 편곡 - n-buna / 노래 - 요루시카